# 高度地区
高度地区（こうどちく）とは、都市計画法第8条に規定されている「地域地区」の1つである。

## 概要
都市計画法第9条に定める「用途地域内において市街地の環境を維持し、又は土地利用の増進を図るため、建築物の高さの最高限度又は最低限度を定める地区」である。
用途地域の指定があるところに重ねて指定され、用途地域の指定を補完する。環境維持のために建築物の高さを制限したり、高度利用のために低さを制限したりする地区に定められる。高度地区内においては、建築物の高さは、都市計画で定められた内容に適合するものでなければならない。
高度地区で制限されるのは建築物の「高さ」のみであり、その他の制限は別の地域地区の指定による。また、高さに関する制限は他に斜線制限や、第一種低層住居専用地域・第二種低層住居専用地域による絶対高さの制限などがあるが、これらが全国共通の規定であるのに対して、高度地区は導入の有無・制限の内容とも各自治体ごとの任意である。